# Полиподий
Полипо́дий (лат. Polypodium hydriforme) — вид стрекающих, в настоящее время выделяемый в отдельный класс — Polypodiozoa. Этот вид — пример внутриклеточного паразита, обладающего многоклеточным строением: личиночные стадии паразитируют в ооцитах осетровых и веслоносовых рыб Старого и Нового Света. В число хозяев полиподия входят промысловые виды, поэтому он имеет серьёзное хозяйственное значение.

## Описание и жизненный цикл

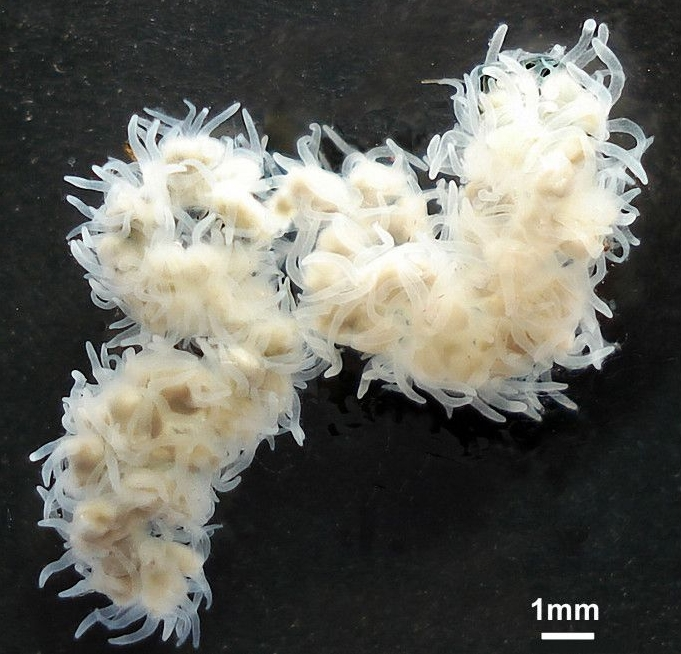
Паразитическая стадия (столон), только что покинувшая икринку-хозяина

Полиподий — внутриклеточный паразит, который имеет необычный жизненный цикл и уникальную морфологию, а также характеризуется высокой скоростью эволюции геномной ДНК. Большую часть жизни он проводит внутри ооцитов осетровых и веслоносовых рыб. В число его хозяев входят стерлядь (Acipenser ruthenus), веслонос (Polyodon spathula) и обыкновенный лопатонос (Scaphirhynchus platorynchus). Находясь в ооците, полиподий пребывает в виде двуядерной клетки диаметром 15—30 мкм. Далее она превращается в личинку, похожую на вывернутую планулу, которая впоследствии вытягивается с образованием вывернутого столона: его эпидермис обращён внутрь тела, а гастродермис, наоборот, вывернут наружу. В эпидермисе имеются нематоцисты. Зародыш, личинка и столон окружены защитной полиплоидной клеткой, которая также принимает участие в всасывании питательных веществ. На стадии личинки заражённые ооциты крупнее незаражённых: их диаметр достигает 1,5—2 мм против 1,3 мм. Незадолго до нереста рыбы-хозяина полиподий выворачивается с восстановлением нормального расположения клеточных слоёв. На этом этапе на поверхность выходят щупальца, разбросанные по всему столону. Когда полиподий выворачивается, желток, находящийся в ооците рыбы-хозяина, заполняет его гастральную полость, обеспечивая запасом питательных веществ будущую свободноживущую стадию. Наконец, когда ооцит с полиподием попадает в воду, столон выходит наружу и претерпевает фрагментацию с образованием нескольких медузоидных форм. Они продолжают размножаться продольным делением надвое и формируют гонады. Они питаются при помощи щупалец, захватывая малощетинковых червей, турбеллярий и коловраток. Свободноживущие полиподии раздельнополы и характеризуются весьма необычным гаметогенезом. У мужских особей он начинается как типичный сперматогенез, а затем приобретает черты оогенеза и завершается двумя редукционными делениями, причём во втором делении делятся только ядра (кариокинез). Гамета становится двуядерной, причём одно из ядер полиплоидизируется, а другое остаётся гаплоидным. Гонада заполняется двуядерными гаметами, закупоривается крышечкой и превращается в гаметофор. У женских особей гонады формируются в энтодерме. Они представлены двумя яичниками с яйцеводами, открывающимися в гастральную полость. Однако никаких признаков мейоза у женских особей полиподия найдено не было. Новая рыба-хозяин заражается гаметофорами полиподия. По-видимому, развитие полиподия происходит без оплодотворения (партеногенетически), и предназначение сложно устроенной женской репродуктивной системы до сих пор неясно.

## Местообитание
Полиподий заражает только пресноводных рыб, и его свободноживущая стадия также встречается только в пресных водах. В целом обитание в пресной воде нехарактерно для стрекающих, однако многие представители класса Hydrozoa, такие как гидра (Hydra) и медуза Craspedacusta sowerbii, являются пресноводными обитателями. Эти виды состоят друг с другом лишь в удалённом родстве и не являются близкими родственниками полиподия. Таким образом, в ходе эволюции стрекающих они как минимум три раза независимо осваивали пресноводные местообитания.

## История изучения
Полиподий был открыт академиком Ф. В. Овсянниковым в икринках стерляди в 1871 году. Однако описание загадочного организма было выполнено только в 1885 году профессором М. М. Усовым, который назвал его Polypodium hydriforme и отнёс к стрекающим. Результаты работы были опубликованы в России в 1885 году и в немецкой версии в 1887 году. Дальнейшим детальным изучением полиподия занялся А. Н. Липин. В дальнейшем о полиподии на долгое время забыли и рассматривали его как зоологический курьёз. Наряду с губками, его рассматривали в составе Enantiozoa — вывернутых наизнанку животных. Новая волна изучения паразита началась в 1940-х годах, когда была показана его хозяйственная значимость.

## Филогения
Необычное строение полиподия вызывало много споров относительно его положения в системе многоклеточных животных (Metazoa). Традиционно его относили к стрекающим из-за наличия нематоцистов, что является отличительной чертой этого типа. Однако молекулярно-филогенетический анализ генов 18S рРНК, проведённый в 2003 году, заставил усомниться в этом. Он показал, что полиподий является близким родственником Myxozoa, и вместе они гораздо ближе к двусторонне-симметричным животным, чем к стрекающим. Однако впоследствии результат этого анализа признали ошибочным, поскольку из-за вариабельных последовательностей 18S рДНК, по-видимому, произошло слипание длинных ветвей, и в настоящее время Myxozoa также рассматриваются в составе стрекающих. В 2008 году был проведён анализ последовательностей 18S рДНК и частично 28S рДНК у различных представителей Metazoa, в числе которых были полиподий и много представителей стрекающих. Он подтвердил включение полиподия в состав типа стрекающих.
Однако полиподий всё же занимает особое место среди стрекающих. Он входит в состав монотипических рода Polypodium, семейства Polypodiidae, отряда Polypodiidea и класса Polypodiozoa.

## Хозяйственное значение
Поскольку полиподий заражает важных промысловых рыб, он имеет важное хозяйственное значение. Так как он паразитирует в икре, то сильная инвазия полиподия может привести к кастрации самок заражаемых рыб и, следовательно, снижению их численности. 